# Oued Zenati
Oued Zenati (em árabe: وادي زناتي) é uma cidade e comuna localizada na província de Guelma, Argélia. De acordo com o censo de 2008, a população total da cidade era de 32 870 habitantes.

## História
Durante a era Numídia, a região foi muito cultivada e protegida por pontos militares espalhados por todo o lugar, ainda presentes hoje.

## Geografia
Está localizada 40 quilômetros (a oeste) de Guelma, 100 quilômetros de Annaba e 70 quilômetros de Constantina. Oued Zenati é também o nome de um rio na comuna. A vila tem uma vocação agrícola, muito pobre industrialmente.

## Pessoas relacionadas
- Taïeb Boulahrouf, um político argelino, nascido em 1923.